# Double Plaidinum
Double Plaidinum è il quarto album del gruppo punk rock Lagwagon, pubblicato il 12 agosto 1997 ed il primo senza i componenti originali Shawn Dewey (chitarra) e Derrick Plourde (batteria), usciti dal gruppo prima della registrazione di questo album. Le iniziali dell'album sono volutamente le stesse dell'ex-batterista, al quale è dedicato l'album.

## Tracce
1. Alien 8 – 1:50
2. Making Friends – 2:15
3. Unfurnished – 3:15
4. One Thing to Live – 1:28
5. Today – 2:04
6. Confession – 2:52
7. Bad Scene – 1:17
8. Smile – 2:05
9. Twenty-Seven – 2:29
10. Choke – 2:45
11. Failure – 2:45
12. To All My Friends – 6:01

## Classifiche
Album - Billboard (Stati Uniti)
| Anno | Classifica  | Posizione |
| ---- | ----------- | --------- |
| 1997 | Heatseekers | 20        |

## Formazione
- Joey Cape - voce e chitarra
- Chris Flippin - chitarra
- Ken Stringfellow - chitarra
- Jesse Buglione - basso
- Dave Raun - batteria

### Altri musicisti
- Chris Rest - chitarra
- Todd Capp - tastiera e voce
- Angus Cooke - violoncello